# Cuisine lituanienne
 (juin 2017).

Influences de la cuisine lituanienne du XIIIe au XIXe siècle

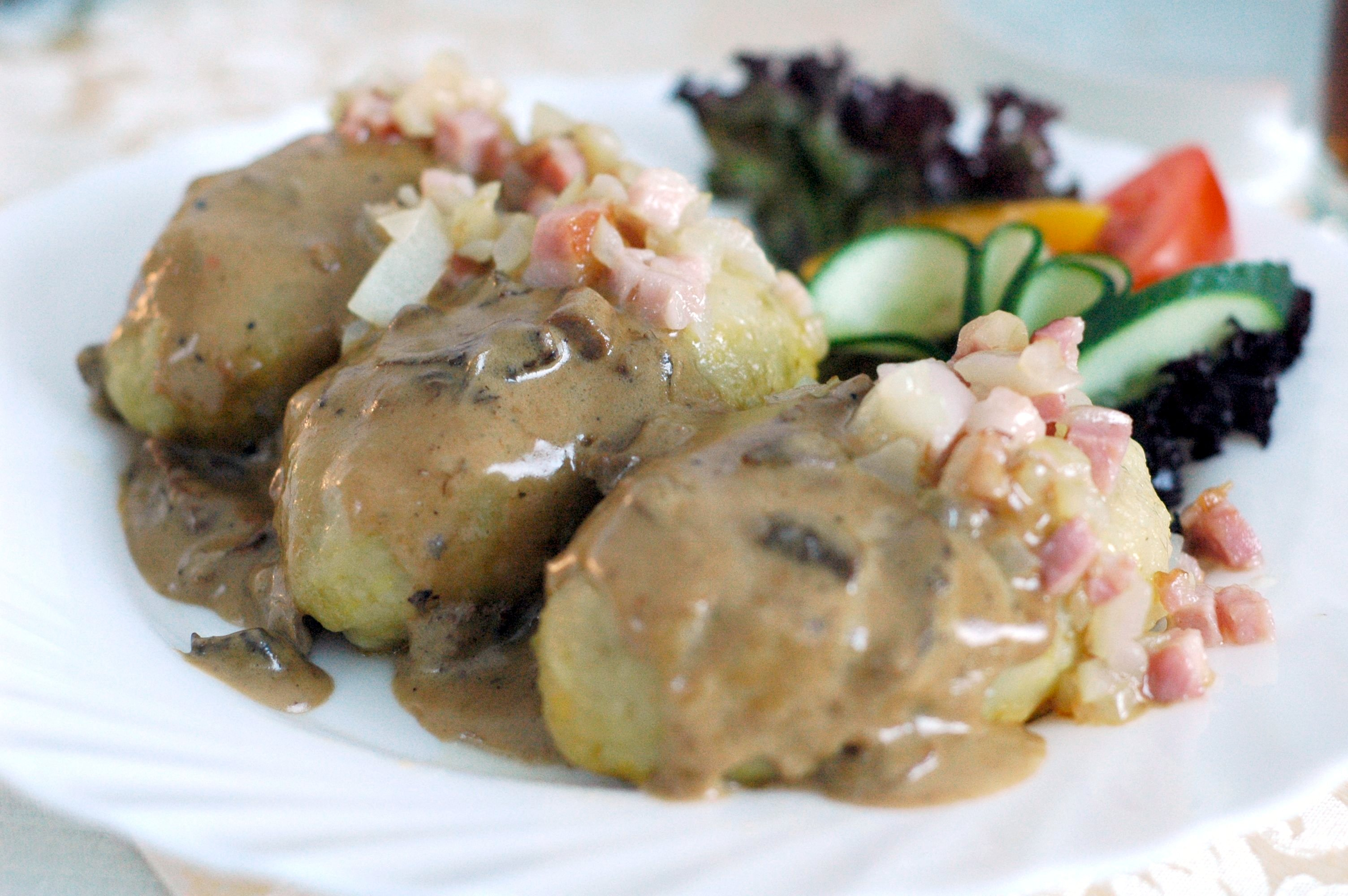
Cepelinai, des bouchées des pommes terres caractéristiques de la cuisine lituanienne.

La cuisine lituanienne se caractérise par les produits utilisés qui sont adaptés au climat humide et froid de l'Europe du Nord : orge, pomme de terre, seigle, betterave, chou, baies et champignons qui sont produits localement ainsi que les produits laitiers. La Lituanie ayant un climat et des pratiques agricoles communes avec l'Europe de l'Est, sa cuisine a beaucoup d'éléments en commun avec les cuisines polonaise, ukrainienne et russe. Elle partage aussi certaines caractéristiques avec les cuisines finlandaise, hongroise, roumaine, géorgienne ainsi qu'avec la cuisine ashkénaze.
Cependant elle possède des caractéristiques propres marquées résultant des très nombreuses influences auxquelles le pays a été soumis durant sa longue et parfois tragique histoire.
En raison de leur héritage commun, les Lituaniens, les Polonais et les Juifs ashkénazes ont en commun de nombreux plats et boissons. Ainsi il existe des versions polonaise, lituanienne et juive des pâtes fourrées, sorte de ravioli (koldunai, kreplach ou pierogi), des beignets spurgos ou (paczki en Pologne), et des crêpes blynai (blini ou blintz).
Les traditions allemandes ont aussi influencé la cuisine lituanienne en introduisant des plats à base de porc et de pomme de terre comme les galettes de pomme de terre (kugelis ou kugel) et les saucisses de pomme de terre (vedarai). Le Šakotis, gâteau emblématique de la cuisine lituanienne en forme de sapin, est aussi d'origine allemande. L'influence la plus exotique est celle des caraïtes avec les plats kibinai et ceburekai qui sont très populaires en Lituanie. La Torte Napoleon fut elle introduite lors du passage à travers la Lituanie de la grande armée au début du XIXe siècle.
L'occupation soviétique eut un impact très négatif sur la qualité et la diversité de la cuisine lituanienne. Cependant, comme ailleurs en Union soviétique, les Lituaniens étaient autorisés à cultiver un petit jardin. Après l'indépendance en 1990, la pratique et la valorisation de la cuisine traditionnelle était une façon de célébrer l'identité nationale.
Malgré l'apparente richesse de leur cuisine, les Lituaniens sont parmi les personnes les plus fines du monde.

## Aliments de base

### Pain
Traditionnellement, l'aliment principal est le pain de seigle noir (duona), qui est plus consommé que le pain à base de blé.
La pâte est habituellement un levain et comprend un peu de farine de blé pour alléger le produit final. Le pain de seigle est souvent mangé avec du beurre ou du fromage. Il est parfois parfumé avec du carvi ou des oignons. Ce pain noir est emblématique de la cuisine lituanienne et a même une valeur affective pour les Lituaniens. Ainsi, on note que les émigrés lituaniens citent le pain de seigle noir comme étant la nourriture leur manquant le plus.
Le Palangos duona (pain de Palanga), fait à base d'un mélange seigle/blé, est également très apprécié en Lituanie.
Certains pains contiennent des grains entiers de céréales : ces pains sont appelés grudetoji.
Dans le commerce on trouve aussi des boublik et souchka, les gâteaux sec traditionnels russes qui sont entrés dans la tradition culinaire lors de l'occupation soviétique.

### Légumes et épices
Le légume le plus utilisé est la pomme de terre : non transformée elle peut être bouillie, cuite au four ou sautée ; elle est souvent fourrée avec de l'aneth et il existe une très grande variété de plats à base de pomme de terre. Ce légume, qui a été introduit en Lituanie à la fin du XVIIIe siècle, s'est révélé être très adapté à son climat et est devenu très rapidement indispensable à l'alimentation du peuple.
Les concombres, les cornichons, les radis et les légumes-feuilles sont populaires. Les betteraves rouges sont cultivées en Lituanie plus que n'importe où dans le monde. Elles sont utilisées dans la préparation d'accompagnement et de soupe (šaltibarščiai). Les choux sont aussi très utilisés pour préparer des soupes, en salade, comme accompagnement chaud ou pour les balandeliai (petit choux farcis).
Les tomates ne sont pas présentes dans la cuisine traditionnelle et sont consommés essentiellement en salade.
Les herbes et épices utilisées dans la cuisine lituanienne sont l'aneth (krapai), les graines de carvi (kmynai), l'ail, les graines de genévrier, et des essences de fruit. La vanille et le poivre noir étaient rares durant l'occupation soviétique. De façon générale la cuisine lituanienne est peu relevée.

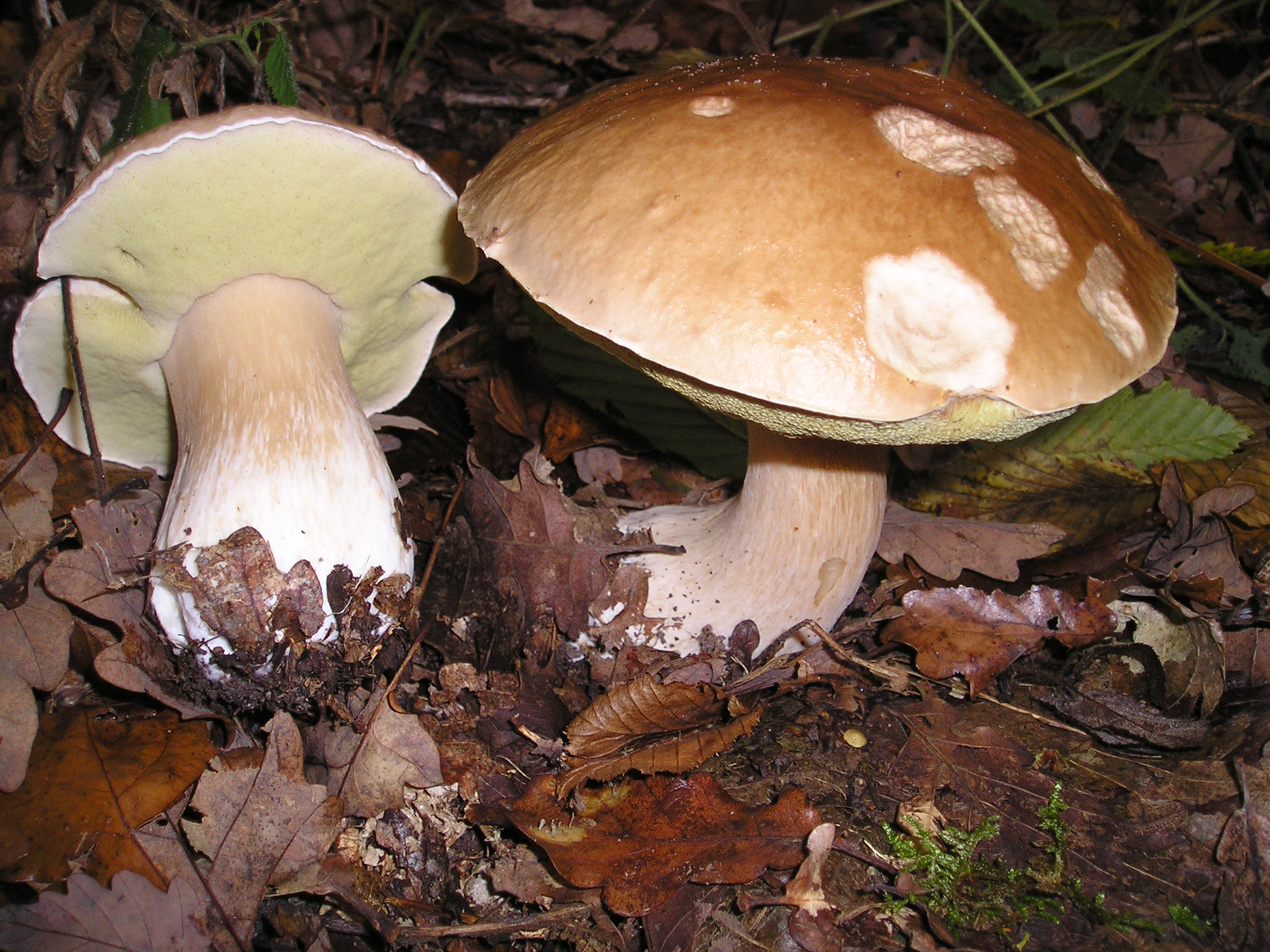
Bolets, le « roi des champignons »

### Baies et champignons
Un des trésors de la cuisine lituanienne réside dans l'utilisation massive de baies sauvages et de champignons.
Le ramassage des champignons est une occupation très appréciée des lituaniens entre le milieu de l'été et l'automne. De façon générale les champignons sont ramassés par les consommateurs en forêt; ils peuvent être achetés au marché ou le long des routes. La région Dzūkija couverte de forêts est célèbre pour ses champignons. L'achat de champignons en magasin reste marginal.
Les champignons les plus courants sont :
- baravykas - bolet (Boletus edulis);
- voveraite or voveruška (literally, "little squirrel"), lepeška (in Dzūkija region) - chanterelle (Cantharellus cibarius);
- gudukas, vokietukas, kalpokas - Cortinarius.

Le bolet (Baravykas) est l'espèce la plus recherchée et la plus appréciée. Ils sont le plus souvent séchés ou marinés. Le baravykas séché a un gout et un parfum prononcés. Il est utilisé comme assaisonnement dans les soupes et les sauces.
Les chanterelles (Voveraite) sont le plus souvent utilisées frais comme ingrédient de soupe ou sautées. Un exemple de plat utilisant la chanterelle est le voveraite sauté avec oignions émincés et pommes de terre.
Le Gudukas, probablement le champignon le plus abondant en forêt du fait qu'il soit moins apprécié, est généralement préparé en marinade.
On trouve d'autres champignons comestibles : lepše (Leccinum scabrum), raudonviršis, raudonikis (littéralement « chapeau-rouge ») (Leccinum aurantiacum), makavykas (Xerocomus badius). Ils sont plus rares, mais sont aussi ramassés et utilisés de la même façon que le baravykas.
De même que les champignons, les baies font l'objet de ramassages familiaux en forêt et sont vendus le long des routes ou sur les marchés. Les myrtilles (melynes) et les airelles rouges (bruknes) sont les deux types de baies les plus abondantes. Les cranberries ou canneberges (spanguoles) sont prisés mais leur culture est limitée aux endroits marécageux, comme ceux proche des marais de Cepkeliai. La confiture de canneberges ou d'airelles (acide) ou de myrtilles (plus sucrée) est considérée comme l'accompagnement idéal des crêpes (blynai). La confiture d'airelle est aussi parfois utilisée comme accompagnement pour la dinde ou le poulet rôti. Les airelles fraiches peuvent aussi être servies avec du lait chaud.
Les fraises des bois (žemuoges) sont relativement rares et généralement ramassées et consommées immédiatement.

### Fruits
Les pommes (obuolys), prunes (slyva), et les poires (kriaušė) trouvent en Lituanie un climat très favorable à leur croissance et sont les fruits les plus répandus. Durant la récolte automnale les fruits sont traditionnellement préparés en compote.
Les cultures des groseilliers à maquereau (agrastai), des groseilles et cassis (serbentai) est très largement répandue ; ils sont cuits en confiture ou utilisés dans des desserts.

### Viande

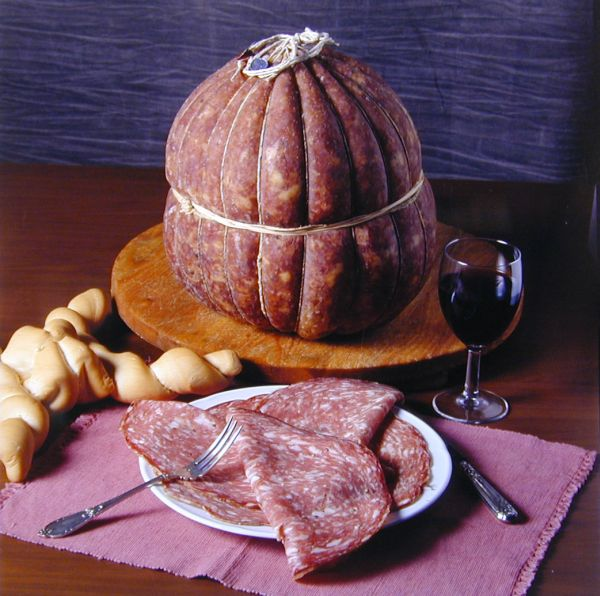
Skinlandis AOP-Saucisse fumée»

Le porc est la viande la plus consommée suivi par le bœuf ; pour une consommation immédiate la viande est le plus souvent grillée directement ou pannée (plat similaire au Wiener schnitzel. Durant l'occupation soviétique et les périodes troubles de l'histoire mouvementée du pays l'irrégularité et l'absence de fiabilité de l'approvisionnement ont poussé les lituaniens à utiliser de nombreuses méthodes de préservation. Ce besoin n'existe plus mais les techniques survivent : saumure, salaison et fumage.
Il existe une très grande variété de charcuteries fumées. 
En outre, le ragoût de castor est un plat traditionnel en Lituanie.

### Poissons
Les poissons locaux tels que le brochet ou la perche, sont cuits en pièce entière ou farcis. Ils sont aussi souvent préparés sous forme de gefilte fish. Comme dans les pays nordiques le hareng est très populaire en Lituanie. Il est servi mariné, cuit ou frit. Il peut aussi être préparé en aspic.
Les poissons fumés tels que l'anguille ou les brème de mer sont appréciés comme entrées ou comme apéritif dans les régions côtières de la baltique et plus particulièrement à Neringa.

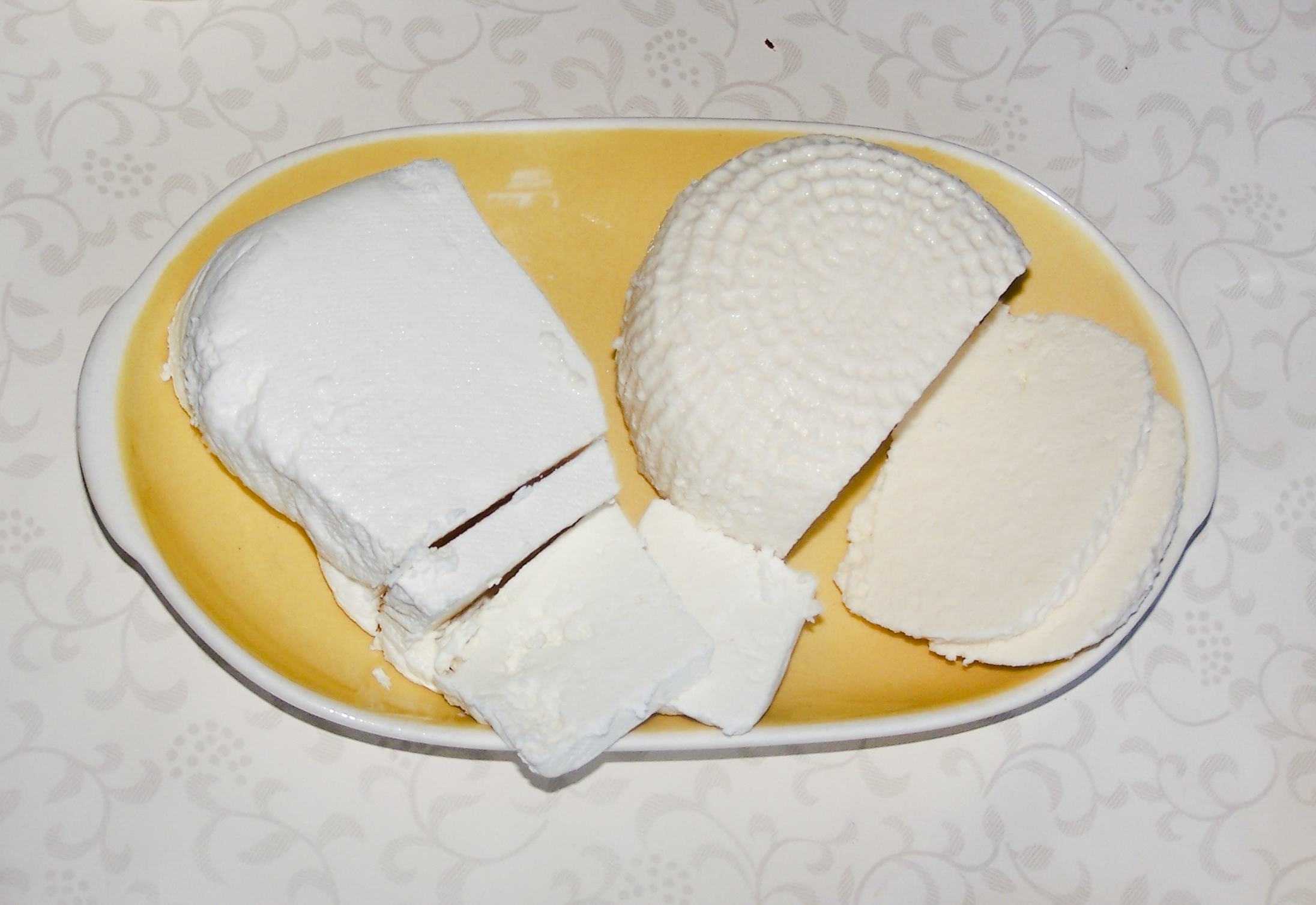
Varške

### Produits laitiers
Les produits laitiers sont un élément très important de la cuisine lituanienne.
Le Varške est le constituant de base de beaucoup de produits laitiers. Il s'agit d'un curd. Frais et peu coagulé il s'apparente au cottage cheese. Un peu plus compact il ressemble à la ricotta ou à la tomme fraîche. Il entre dans la composition de nombreux plats comme les crêpes fourrée au Varške. Il constitue aussi la base de nombreux gâteaux.
Enfin le Varške est aussi utilisé dans les petits snacks (le plus souvent parfumés) très populaires auprès des enfants, le sūrelis.

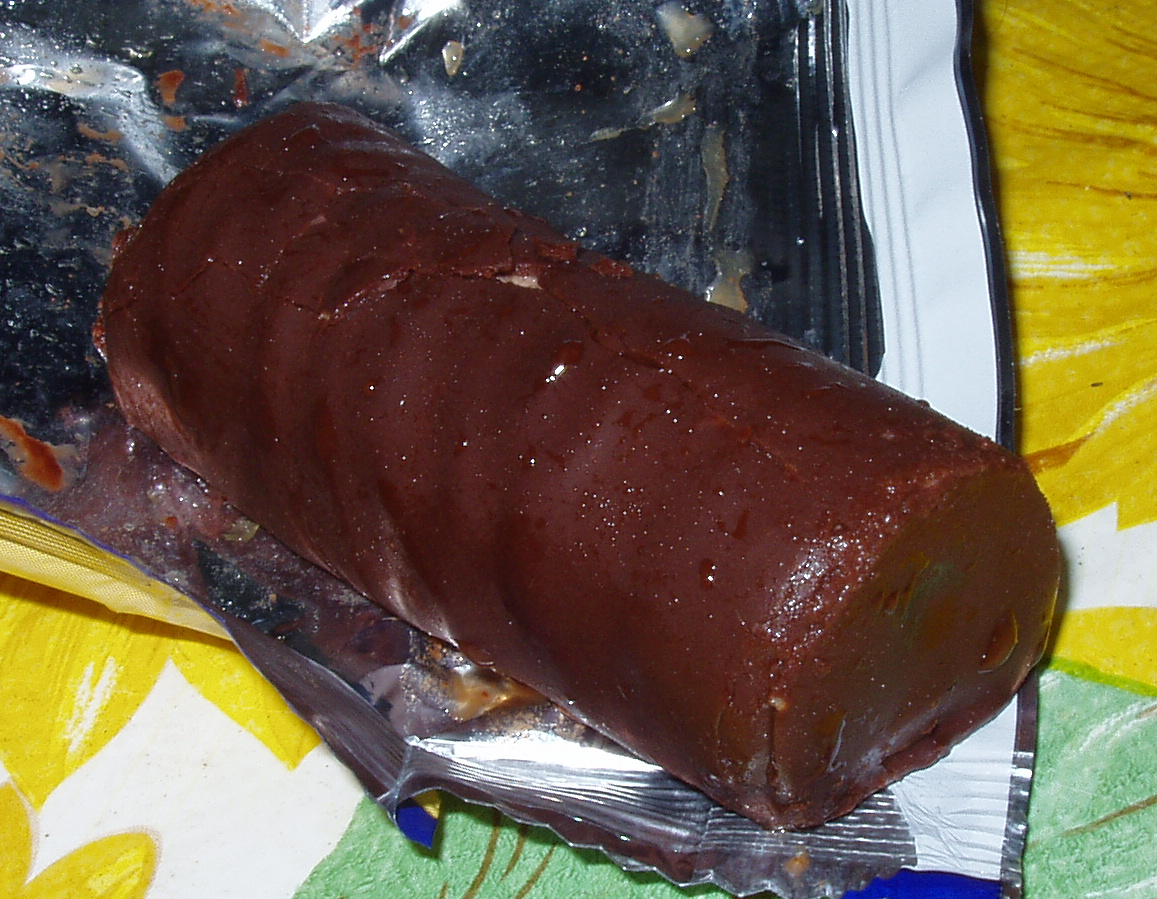
Sūrelis au chocolat

Le beurre (Sviestas) et la crème fraiche (Grietinėlė) ou aigre (Grietinė, équivalent de śmetana en polonais ou сметана (smietana) en russe) sont en général très riches.

## Soupes
Les soupes (sriuba en lituanien) sont extrêmement populaires et y sont considérées comme la base d'une alimentation saine.

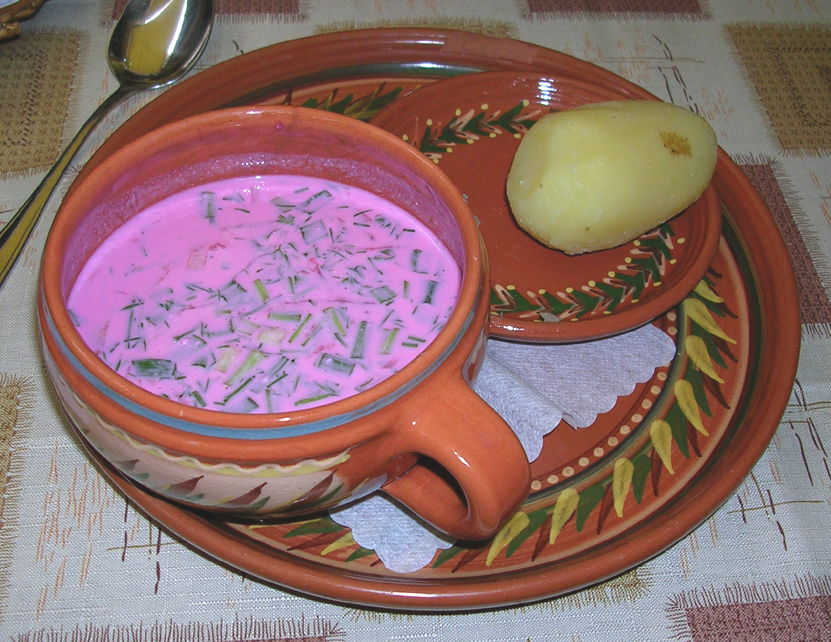
Le bortsch froid (Šaltibarščiai) avec sa couleur rouge vif est la soupe la plus traditionnelle en Lituanie. Elle est servie en été avec des pommes de terre cuites à l'eau, de la crème aigre et de la ciboulette.

- Baršciai - bortsch chaud (soupe de betterave); elle est servie avec  crème aigre ou du lait battu; On y ajoute parfois des morceaux de bolet. La variante où la betterave est remplacée par l'oseille s'appelle Baršciai žali.
- Bulvinių kukulių sriuba - pomme de terre hachées en forme de petites boules et cuites dans du lait.
- Kopūstų sriuba Soupe au choux accompagnée de carottes, de jambon et d'oignons.